# Vološčakova modričica
Vološčakova modričica (Woloszczakova lazarkinja; lat. Asperula woloszczakii), biljna vrsta iz porodice broćevki koja pripada rodu modričica ili lazarkinja. U Hrvatskoj se vodi kao endem.